# Magnoald
Magnoald war zunächst Diakon in Arbon. Einer lokalen Überlieferung zufolge war er ein Gefährte von Gallus und nach dessen Tod 640/650 sein Nachfolger als Vorsteher der klösterlichen Gemeinschaft in St. Gallen. Die Vita sancti Galli vetustissima schrieb ihm insofern eine besondere Bedeutung zu, als Gallus ihn nach einer Vision nach Bobbio entsandt haben soll, um dort Erkundigungen über den einstigen Weggefährten und Lehrer Columban einzuziehen. Er war es auch, der Columbans Cambutta (Abtstab) sowie einen Brief Columbans Gallus überbrachte.  